# Saison 2024-2025 des Raptors de Toronto
La saison 2024-2025 des Raptors de Toronto est la 30e saison de la franchise en NBA.
Le 2 avril, les Raptors sont éliminés de la course aux playoffs.

## Draft
| Tour | Choix | Joueur         | Poste | Nationalité | Provenance            |
| ---- | ----- | -------------- | ----- | ----------- | --------------------- |
| 1    | 19    | Ja'Kobe Walter | SG    | États-Unis  | Bears de Baylor       |
| 2    | 31    | Jonathan Mogbo | C     | États-Unis  | Dons de San Francisco |

## Matchs

### Summer League
| Summer League Total: 2-3 |

| Match | Date match | Équipe        | Score    | Meilleur marqueur          | Meilleur rebondeur  | Meilleur passeur | Lieux Spectateurs      | Série |
| ----- | ---------- | ------------- | -------- | -------------------------- | ------------------- | ---------------- | ---------------------- | ----- |
| 1     | 13 juillet | Oklahoma City | V 94-69  | Gradey Dick (18)           | Gradey Dick (10)    | Gradey Dick (6)  | Cox Pavilion 0         | 1 - 0 |
| 2     | 14 juillet | Denver        | V 84-81  | Javon Freeman-Liberty (16) | Branden Carlson (7) | Jamal Shead (5)  | Cox Pavilion 0         | 2 - 0 |
| 3     | 17 juillet | Utah          | D 76-86  | Javon Freeman-Liberty (24) | Ulrich Chomche (7)  | Ochai Agbaji (4) | Thomas & Mack Center 0 | 2 - 1 |
| 4     | 19 juillet | Miami         | D 73-109 | Ja'Kobe Walter (16)        | Quincy Guerrier (7) | D. J. Carton (3) | Cox Pavilion 0         | 2 - 2 |
| 5     | 21 juillet | San Antonio   | D 89-100 | Jamal Shead (18)           | Ulrich Chomche (6)  | Jamal Shead (6)  | Cox Pavilion 0         | 2 - 3 |

### Pré-saison
| Pré-saison Total: 3-2 (Domicile : 2-0; Extérieur : 1-2) |

| Match | Date match | Équipe       | Score     | Meilleur marqueur   | Meilleur rebondeur  | Meilleur passeur       | Lieux Spectateurs       | Série |
| ----- | ---------- | ------------ | --------- | ------------------- | ------------------- | ---------------------- | ----------------------- | ----- |
| 1     | 6 octobre  | Washington   | V 125-98  | R. J. Barrett (17)  | Fernando, Pöltl (7) | Trois joueurs (5)      | Bell Centre 21 900      | 1 - 0 |
| 2     | 11 octobre | @ Washington | D 95-113  | Chris Boucher (22)  | Scottie Barnes (8)  | Davion Mitchell (6)    | Capital One Arena 7 815 | 1 - 1 |
| 3     | 13 octobre | @ Boston     | D 111-115 | Gradey Dick (18)    | Jakob Pöltl (13)    | Agbaji, Shead (5)      | TD Garden 19 156        | 1 - 2 |
| 4     | 15 octobre | Boston       | V 119-118 | Gradey Dick (27)    | Jakob Pöltl (16)    | Barnes, Mitchell (10)  | Scotiabank Arena 17 507 | 2 - 2 |
| 5     | 18 octobre | @ Brooklyn   | V 116-112 | Scottie Barnes (21) | Jakob Pöltl (8)     | Immanuel Quickley (10) | Barclays Center 17 158  | 3 - 2 |

### Saison régulière
| Saison régulière Total: 30-52 (Domicile : 18-23; Extérieur : 12-39) |

| Match | Date match | Équipe       | Score          | Meilleur marqueur   | Meilleur rebondeur | Meilleur passeur     | Lieux Spectateurs       | Série |
| ----- | ---------- | ------------ | -------------- | ------------------- | ------------------ | -------------------- | ----------------------- | ----- |
| 1     | 23 octobre | Cleveland    | D 106-136      | Chris Boucher (18)  | Jakob Pöltl (9)    | Scottie Barnes (5)   | Scotiabank Arena 19 800 | 0 - 1 |
| 2     | 25 octobre | Philadelphie | V 115-107      | Scottie Barnes (27) | Mogbo, Pöltl (9)   | Jamal Shead (5)      | Scotiabank Arena 18 345 | 1 - 1 |
| 3     | 26 octobre | @ Minnesota  | D 101-112      | Gradey Dick (25)    | Jakob Pöltl (10)   | Davion Mitchell (8)  | Target Center 18 978    | 1 - 2 |
| 4     | 28 octobre | Denver       | D 125-127 (OT) | Scottie Barnes (21) | Jakob Pöltl (19)   | Scottie Barnes (9)   | Scotiabank Arena 19 082 | 1 - 3 |
| 5     | 30 octobre | @ Charlotte  | D 133-138      | R. J. Barrett (31)  | Jakob Pöltl (16)   | Davion Mitchell (11) | Spectrum Center 13 113  | 1 - 4 |

| Match                                  | Date match   | Équipe                | Score          | Meilleur marqueur     | Meilleur rebondeur  | Meilleur passeur       | Lieux Spectateurs                 | Série  |
| -------------------------------------- | ------------ | --------------------- | -------------- | --------------------- | ------------------- | ---------------------- | --------------------------------- | ------ |
| 6                                      | 1er novembre | L.A. Lakers           | D 125-131      | R. J. Barrett (33)    | Jakob Pöltl (12)    | R. J. Barrett (12)     | Scotiabank Arena 19 800           | 1 - 5  |
| 7                                      | 2 novembre   | Sacramento            | V 131-128 (OT) | R. J. Barrett (31)    | Barrett, Pöltl (9)  | Davion Mitchell (7)    | Scotiabank Arena 19 815           | 2 - 5  |
| 8                                      | 4 novembre   | @ Denver              | D 119-121      | Gradey Dick (26)      | Jakob Pöltl (11)    | R. J. Barrett (10)     | Ball Arena 19 525                 | 2 - 6  |
| 9                                      | 6 novembre   | @ Sacramento          | D 107-122      | R. J. Barrett (23)    | Jakob Pöltl (8)     | Davion Mitchell (6)    | Golden 1 Center 16 026            | 2 - 7  |
| 10                                     | 9 novembre   | @ L.A. Clippers       | D 103-105      | Agbaji, Quickley (21) | Jakob Pöltl (12)    | Mitchell, Quickley (4) | Intuit Dome 17 927                | 2 - 8  |
| 11                                     | 10 novembre  | @ L.A. Lakers         | D 103-123      | Barrett, Boucher (18) | Jakob Pöltl (10)    | Davion Mitchell (5)    | Crypto.com Arena 18 997           | 2 - 9  |
| 12                                     | 12 novembre  | @ Milwaukee*          | D 85-99        | Gradey Dick (32)      | Bruno Fernando (13) | Davion Mitchell (8)    | Fiserv Forum 17 341               | 2 - 10 |
| 13                                     | 15 novembre  | Détroit*              | D 95-99        | Jakob Pöltl (25)      | Jakob Pöltl (18)    | R. J. Barrett (7)      | Scotiabank Arena 19 245           | 2 - 11 |
| 14                                     | 16 novembre  | @ Boston              | D 123-126 (OT) | Jakob Pöltl (35)      | Jakob Pöltl (12)    | R. J. Barrett (15)     | TD Garden 19 156                  | 2 - 12 |
| 15                                     | 18 novembre  | Indiana               | V 130-119      | R. J. Barrett (39)    | Jakob Pöltl (15)    | Ochai Agbaji (6)       | Scotiabank Arena 19 025           | 3 - 12 |
| 16                                     | 21 novembre  | Minnesota             | V 110-105      | R. J. Barrett (31)    | Jakob Pöltl (12)    | Davion Mitchell (8)    | Scotiabank Arena 19 296           | 4 - 12 |
| 17                                     | 24 novembre  | @ Cleveland           | D 108-122      | Barnes, Dick (18)     | Jakob Pöltl (19)    | Scottie Barnes (7)     | Rocket Mortgage FieldHouse 19 432 | 4 - 13 |
| 18                                     | 25 novembre  | @ Détroit             | D 100-102      | Scottie Barnes (31)   | Scottie Barnes (14) | Scottie Barnes (7)     | Little Caesars Arena 18 421       | 4 - 14 |
| 19                                     | 27 novembre  | @ La Nouvelle-Orléans | V 119-93       | Agbaji, Battle (24)   | Scottie Barnes (12) | R. J. Barrett (11)     | Smoothie King Center 17 307       | 5 - 14 |
| 20                                     | 29 novembre  | @ Miami*              | D 111-121      | R. J. Barrett (25)    | Barnes, Pöltl (10)  | Scottie Barnes (10)    | Kaseya Center 19 607              | 5 - 15 |
| *Matchs comptant pour la NBA Cup 2024. |              |                       |                |                       |                     |                        |                                   |        |

| Match                                 | Date match   | Équipe        | Score     | Meilleur marqueur   | Meilleur rebondeur  | Meilleur passeur    | Lieux Spectateurs            | Série  |
| ------------------------------------- | ------------ | ------------- | --------- | ------------------- | ------------------- | ------------------- | ---------------------------- | ------ |
| 21                                    | 1er décembre | Miami         | V 119-116 | R. J. Barrett (37)  | Jakob Pöltl (11)    | Scottie Barnes (9)  | Scotiabank Arena 18 153      | 6 - 15 |
| 22                                    | 3 décembre   | Indiana*      | V 122-111 | Scottie Barnes (35) | Jakob Pöltl (10)    | Scottie Barnes (9)  | Scotiabank Arena 17 741      | 7 - 15 |
| 23                                    | 5 décembre   | Oklahoma City | D 92-129  | Barrett, Mogbo (17) | Scottie Barnes (12) | Scottie Barnes (8)  | Scotiabank Arena 18 356      | 7 - 16 |
| 24                                    | 7 décembre   | Dallas        | D 118-125 | Gradey Dick (27)    | Scottie Barnes (8)  | Scottie Barnes (14) | Scotiabank Arena 19 625      | 7 - 17 |
| 25                                    | 9 décembre   | New York      | D 108-113 | R. J. Barrett (30)  | Jakob Pöltl (12)    | Trois joueurs (4)   | Scotiabank Arena 18 284      | 7 - 18 |
| 26                                    | 12 décembre  | @ Miami       | D 104-114 | Gradey Dick (22)    | R. J. Barrett (11)  | R. J. Barrett (10)  | Kaseya Center 19 600         | 7 - 19 |
| 27                                    | 16 décembre  | Chicago       | D 121-122 | R. J. Barrett (32)  | Chris Boucher (10)  | R. J. Barrett (9)   | Scotiabank Arena 16 324      | 7 - 20 |
| 28                                    | 19 décembre  | Brooklyn      | D 94-101  | Ochai Agbaji (20)   | Trois joueurs (6)   | Scottie Barnes (6)  | Scotiabank Arena 19 214      | 7 - 21 |
| 29                                    | 22 décembre  | Houston       | D 110-114 | Ja'Kobe Walter (27) | Scottie Barnes (10) | Jamal Shead (10)    | Scotiabank Arena 19 305      | 7 - 22 |
| 30                                    | 23 décembre  | @ New York    | D 125-139 | Scottie Barnes (24) | R. J. Barrett (6)   | Scottie Barnes (8)  | Madison Square Garden 19 812 | 7 - 23 |
| 31                                    | 26 décembre  | @ Memphis     | D 126-155 | R. J. Barrett (27)  | R. J. Barrett (9)   | R. J. Barrett (10)  | FedExForum 17 196            | 7 - 24 |
| 32                                    | 29 décembre  | Atlanta       | D 107-136 | Scottie Barnes (19) | Scottie Barnes (8)  | Jamal Shead (6)     | Scotiabank Arena 19 359      | 7 - 25 |
| 33                                    | 31 décembre  | @ Boston      | D 71-125  | Scottie Barnes (16) | Barnes, Pöltl (13)  | Trois joueurs (3)   | TD Garden 19 156             | 7 - 26 |
| *Match comptant pour la NBA Cup 2024. |              |               |           |                     |                     |                     |                              |        |

| Match | Date match  | Équipe              | Score     | Meilleur marqueur      | Meilleur rebondeur  | Meilleur passeur       | Lieux Spectateurs                 | Série   |
| ----- | ----------- | ------------------- | --------- | ---------------------- | ------------------- | ---------------------- | --------------------------------- | ------- |
| 34    | 1er janvier | Brooklyn            | V 130-113 | Scottie Barnes (33)    | Scottie Barnes (13) | Immanuel Quickley (15) | Scotiabank Arena 19 104           | 8 - 26  |
| 35    | 3 janvier   | Orlando             | D 97-106  | Jakob Pöltl (25)       | Scottie Barnes (9)  | Immanuel Quickley (11) | Scotiabank Arena 19 278           | 8 - 27  |
| 36    | 6 janvier   | Milwaukee           | D 104-128 | R. J. Barrett (25)     | R. J. Barrett (9)   | Jamal Shead (6)        | Scotiabank Arena 17 829           | 8 - 28  |
| 37    | 8 janvier   | @ New York          | D 98-112  | Immanuel Quickley (22) | Jakob Pöltl (10)    | Scottie Barnes (5)     | Madison Square Garden 19 812      | 8 - 29  |
| 38    | 9 janvier   | @ Cleveland         | D 126-132 | Scottie Barnes (24)    | Chris Boucher (12)  | Scottie Barnes (8)     | Rocket Mortgage FieldHouse 19 432 | 8 - 30  |
| 39    | 11 janvier  | @ Détroit           | D 114-123 | Immanuel Quickley (25) | Barnes, Pöltl (12)  | Olynyk, Shead (5)      | Little Caesars Arena 19 011       | 8 - 31  |
| 40    | 13 janvier  | Golden State        | V 104-101 | Scottie Barnes (23)    | Jakob Pöltl (13)    | Barnes, Mitchell (6)   | Scotiabank Arena 19 165           | 9 - 31  |
| 41    | 15 janvier  | Boston              | V 110-97  | R. J. Barrett (22)     | Jakob Pöltl (11)    | Scottie Barnes (9)     | Scotiabank Arena 18 566           | 10 - 31 |
| 42    | 17 janvier  | @ Milwaukee         | D 112-130 | R. J. Barrett (21)     | Jakob Pöltl (10)    | Barnes, Barrett (10)   | Fiserv Forum 17 341               | 10 - 32 |
| 43    | 21 janvier  | Orlando             | V 109-93  | R. J. Barrett (19)     | Scottie Barnes (11) | Scottie Barnes (8)     | Scotiabank Arena 18 284           | 11 - 32 |
| 44    | 23 janvier  | @ Atlanta           | V 122-119 | Scottie Barnes (25)    | Jakob Pöltl (9)     | Davion Mitchell (7)    | State Farm Arena 14 662           | 12 - 32 |
| 45    | 25 janvier  | @ Atlanta           | V 117-94  | Scottie Barnes (24)    | Scottie Barnes (12) | Scottie Barnes (7)     | State Farm Arena 17 868           | 13 - 32 |
| 46    | 27 janvier  | La Nouvelle-Orléans | V 113-104 | Barnes, Pöltl (21)     | Jakob Pöltl (14)    | Scottie Barnes (8)     | Scotiabank Arena 18 054           | 14 - 32 |
| 47    | 29 janvier  | @ Washington        | V 106-82  | Scottie Barnes (24)    | Jakob Pöltl (8)     | Davion Mitchell (9)    | Capital One Arena 13 713          | 15 - 32 |
| 48    | 31 janvier  | Chicago             | D 106-122 | Scottie Barnes (20)    | Scottie Barnes (10) | Jakob Pöltl (6)        | Scotiabank Arena 19 365           | 15 - 33 |

| Match                  | Date match | Équipe          | Score          | Meilleur marqueur      | Meilleur rebondeur   | Meilleur passeur       | Lieux Spectateurs            | Série   |
| ---------------------- | ---------- | --------------- | -------------- | ---------------------- | -------------------- | ---------------------- | ---------------------------- | ------- |
| 49                     | 2 février  | L.A. Clippers   | V 115-108      | R. J. Barrett (20)     | Jakob Pöltl (10)     | R. J. Barrett (7)      | Scotiabank Arena 18 874      | 16 - 33 |
| 50                     | 4 février  | New York        | D 115-121      | Scottie Barnes (23)    | Kelly Olynyk (9)     | Jamal Shead (9)        | Scotiabank Arena 17 398      | 16 - 34 |
| 51                     | 5 février  | Memphis         | D 107-138      | Trois joueurs (14)     | Dick, Olynyk (7)     | Scottie Barnes (9)     | Scotiabank Arena 18 337      | 16 - 35 |
| 52                     | 7 février  | @ Oklahoma City | D 109-121      | Scottie Barnes (21)    | Ochai Agbaji (8)     | Immanuel Quickley (10) | Paycom Center 18 203         | 16 - 36 |
| 53                     | 9 février  | @ Houston       | D 87-94        | Immanuel Quickley (20) | Barnes, Robinson (9) | Scottie Barnes (7)     | Toyota Center 16 829         | 16 - 37 |
| 54                     | 11 février | @ Philadelphie  | V 106-103      | Scottie Barnes (33)    | Scottie Barnes (10)  | Trois joueurs (5)      | Wells Fargo Center 19 767    | 17 - 37 |
| 55                     | 12 février | Cleveland       | D 108-131      | R. J. Barrett (27)     | Scottie Barnes (11)  | Scottie Barnes (7)     | Scotiabank Arena 16 549      | 17 - 38 |
| NBA All-Star Game 2025 |            |                 |                |                        |                      |                        |                              |         |
| 56                     | 21 février | Miami           | D 111-120 (OT) | R. J. Barrett (29)     | Gradey Dick (10)     | Jamal Shead (5)        | Scotiabank Arena 19 584      | 17 - 39 |
| 57                     | 23 février | Phoenix         | V 127-109      | Trois joueurs (23)     | Chris Boucher (10)   | Immanuel Quickley (8)  | Scotiabank Arena 18 989      | 18 - 39 |
| 58                     | 25 février | Boston          | D 101-111      | R. J. Barrett (22)     | R. J. Barrett (8)    | Immanuel Quickley (7)  | Scotiabank Arena 18 134      | 18 - 40 |
| 59                     | 26 février | @ Indiana       | D 91-111       | Immanuel Quickley (18) | Ja'Kobe Walter (8)   | Immanuel Quickley (6)  | Gainbridge Fieldhouse 16 596 | 18 - 41 |
| 60                     | 28 février | @ Chicago       | D 115-125 (OT) | Scottie Barnes (24)    | Gradey Dick (9)      | R. J. Barrett (8)      | United Center 20 938         | 18 - 42 |

| Match | Date match | Équipe         | Score     | Meilleur marqueur      | Meilleur rebondeur    | Meilleur passeur      | Lieux Spectateurs         | Série   |
| ----- | ---------- | -------------- | --------- | ---------------------- | --------------------- | --------------------- | ------------------------- | ------- |
| 61    | 2 mars     | @ Orlando      | V 104-102 | Immanuel Quickley (24) | Jakob Pöltl (11)      | R. J. Barrett (5)     | Kia Center 19 015         | 19 - 42 |
| 62    | 4 mars     | @ Orlando      | V 114-113 | R. J. Barrett (21)     | Scottie Barnes (13)   | R. J. Barrett (9)     | Kia Center 17 406         | 20 - 42 |
| 63    | 7 mars     | Utah           | V 118-109 | Immanuel Quickley (34) | Scottie Barnes (12)   | Scottie Barnes (6)    | Scotiabank Arena 18 258   | 21 - 42 |
| 64    | 8 mars     | Washington     | D 117-118 | R. J. Barrett (23)     | R. J. Barrett (9)     | Jamal Shead (9)       | Scotiabank Arena 19 042   | 21 - 43 |
| 65    | 10 mars    | Washington     | V 119-104 | A. J. Lawson (32)      | Scottie Barnes (13)   | R. J. Barrett (8)     | Scotiabank Arena 18 739   | 22 - 43 |
| 66    | 12 mars    | Philadelphie   | V 118-105 | A. J. Lawson (28)      | Colin Castleton (14)  | Garrett Temple (8)    | Scotiabank Arena 18 864   | 23 - 43 |
| 67    | 14 mars    | @ Utah         | V 126-118 | Barnes, Quickley (20)  | Barnes, Robinson (10) | Quatre joueurs (5)    | Delta Center 18 175       | 24 - 43 |
| 68    | 16 mars    | @ Portland     | D 102-105 | Agbaji, Pöltl (19)     | Colin Castleton (12)  | Trois joueurs (6)     | Moda Center 18 154        | 24 - 44 |
| 69    | 17 mars    | @ Phoenix      | D 89-129  | Scottie Barnes (16)    | Orlando Robinson (8)  | Immanuel Quickley (7) | Footprint Center 17 071   | 24 - 45 |
| 70    | 20 mars    | @ Golden State | D 114-117 | Scottie Barnes (29)    | Scottie Barnes (10)   | Immanuel Quickley (8) | Chase Center 18 064       | 24 - 46 |
| 71    | 23 mars    | San Antonio    | D 89-123  | Scottie Barnes (23)    | Jonathan Mogbo (10)   | Barnes, Shead (6)     | Scotiabank Arena 18 276   | 24 - 47 |
| 72    | 24 mars    | @ Washington   | V 112-104 | Pöltl, Quickley (21)   | Mogbo, Pöltl (11)     | Scottie Barnes (8)    | Capital One Arena 13 532  | 25 - 47 |
| 73    | 26 mars    | @ Brooklyn     | V 116-86  | Orlando Robinson (23)  | Orlando Robinson (12) | Jamal Shead (8)       | Barclays Center 16 413    | 26 - 47 |
| 74    | 28 mars    | Charlotte      | V 108-97  | Jakob Pöltl (24)       | Jakob Pöltl (12)      | Immanuel Quickley (9) | Scotiabank Arena 19 276   | 27 - 47 |
| 75    | 30 mars    | @ Philadelphie | V 127-109 | R. J. Barrett (31)     | Ja'Kobe Walter (8)    | Jamal Shead (9)       | Wells Fargo Center 19 785 | 28 - 47 |

| Match | Date match | Équipe        | Score     | Meilleur marqueur     | Meilleur rebondeur    | Meilleur passeur      | Lieux Spectateurs               | Série   |
| ----- | ---------- | ------------- | --------- | --------------------- | --------------------- | --------------------- | ------------------------------- | ------- |
| 76    | 1er avril  | @ Chicago     | D 118-137 | Quickley, Walter (17) | Lawson, Mogbo (6)     | Immanuel Quickley (9) | United Center 20 005            | 28 - 48 |
| 77    | 3 avril    | Portland      | D 103-112 | R. J. Barrett (18)    | Ja'Kobe Walter (7)    | Barnes, Mogbo (5)     | Scotiabank Arena 18 548         | 28 - 49 |
| 78    | 4 avril    | Détroit       | D 105-117 | Ja'Kobe Walter (22)   | Jakob Pöltl (11)      | Jamal Shead (9)       | Scotiabank Arena 19 491         | 28 - 50 |
| 79    | 6 avril    | @ Brooklyn    | V 120-109 | Jonathan Mogbo (17)   | Jonathan Mogbo (11)   | Jamal Shead (12)      | Barclays Center 17 007          | 29 - 50 |
| 80    | 9 avril    | Charlotte     | V 126-96  | Jared Rhoden (23)     | Orlando Robinson (12) | Jonathan Mogbo (11)   | Scotiabank Arena 19 800         | 30 - 50 |
| 81    | 11 avril   | @ Dallas      | D 102-124 | Scottie Barnes (26)   | A. J. Lawson (10)     | Jonathan Mogbo (8)    | American Airlines Center 20 177 | 30 - 51 |
| 82    | 13 avril   | @ San Antonio | D 118-125 | Scottie Barnes (35)   | Jonathan Mogbo (14)   | Jonathan Mogbo (10)   | Frost Bank Center 18 672        | 30 - 52 |

### Confrontations en saison régulière
| Conférence Est      | Conférence Est                              | Conférence Est                              | Conférence Est                              | Conférence Est                              | Conférence Ouest                            | Conférence Ouest                            | Conférence Ouest                            |
| Division Atlantique | Division Atlantique                         | Division Atlantique                         | Division Atlantique                         | Division Atlantique                         | Division Nord-Ouest                         | Division Nord-Ouest                         | Division Nord-Ouest                         |
| Équipe              | Domicile                                    | Domicile                                    | Extérieur                                   | Extérieur                                   | Équipe                                      | Domicile                                    | Extérieur                                   |
| ------------------- | ------------------------------------------- | ------------------------------------------- | ------------------------------------------- | ------------------------------------------- | ------------------------------------------- | ------------------------------------------- | ------------------------------------------- |
| Boston              | 110-97                                      | 101-111                                     | 123-126 (OT)                                | 71-125                                      | Denver                                      | 125-127 (OT)                                | 119-121                                     |
| Brooklyn            | 94-101                                      | 130-113                                     | 116-86                                      | 120-109                                     | Minnesota                                   | 110-105                                     | 101-112                                     |
| New York            | 108-113                                     | 115-121                                     | 125-139                                     | 98-112                                      | Oklahoma City                               | 92-129                                      | 109-121                                     |
| Philadelphie        | 115-107                                     | 118-105                                     | 106-103                                     | 127-109                                     | Portland                                    | 103-112                                     | 102-105                                     |
|                     |                                             |                                             |                                             |                                             | Utah                                        | 118-109                                     | 126-118                                     |
| Division            | 8–8 (Domicile : 4–4; Extérieur : 4–4)       | 8–8 (Domicile : 4–4; Extérieur : 4–4)       | 8–8 (Domicile : 4–4; Extérieur : 4–4)       | 8–8 (Domicile : 4–4; Extérieur : 4–4)       | Division                                    | 3–7 (Domicile : 2–3; Extérieur : 1–4)       | 3–7 (Domicile : 2–3; Extérieur : 1–4)       |
| Division Centrale   | Division Centrale                           | Division Centrale                           | Division Centrale                           | Division Centrale                           | Division Pacifique                          | Division Pacifique                          | Division Pacifique                          |
| Équipe              | Domicile                                    | Domicile                                    | Extérieur                                   | Extérieur                                   | Équipe                                      | Domicile                                    | Extérieur                                   |
| Chicago             | 121-122                                     | 106-122                                     | 115-125 (OT)                                | 118-137                                     | Golden State                                | 104-101                                     | 114-117                                     |
| Cleveland           | 106-136                                     | 108-131                                     | 108-122                                     | 126-132                                     | L.A. Clippers                               | 115-108                                     | 103-105                                     |
| Détroit             | 95-99                                       | 105-117                                     | 100-102                                     | 114-123                                     | L.A. Lakers                                 | 125-131                                     | 103-123                                     |
| Indiana             | 130-119                                     | 122-111                                     | 91-111                                      |                                             | Phoenix                                     | 127-109                                     | 89-129                                      |
| Milwaukee           | 104-128                                     |                                             | 85-99                                       | 112-130                                     | Sacramento                                  | 131-128 (OT)                                | 107-122                                     |
| Division            | 2–16 (Domicile : 2–7; Extérieur : 0–9)      | 2–16 (Domicile : 2–7; Extérieur : 0–9)      | 2–16 (Domicile : 2–7; Extérieur : 0–9)      | 2–16 (Domicile : 2–7; Extérieur : 0–9)      | Division                                    | 4–6 (Domicile : 4–1; Extérieur : 0–5)       | 4–6 (Domicile : 4–1; Extérieur : 0–5)       |
| Division Sud-Est    | Division Sud-Est                            | Division Sud-Est                            | Division Sud-Est                            | Division Sud-Est                            | Division Sud-Ouest                          | Division Sud-Ouest                          | Division Sud-Ouest                          |
| Équipe              | Domicile                                    | Domicile                                    | Extérieur                                   | Extérieur                                   | Équipe                                      | Domicile                                    | Extérieur                                   |
| Atlanta             | 107-136                                     |                                             | 122-119                                     | 117-94                                      | Dallas                                      | 118-125                                     | 102-124                                     |
| Charlotte           | 108-97                                      | 126-96                                      | 133-138                                     |                                             | Houston                                     | 110-114                                     | 87-94                                       |
| Miami               | 119-116                                     | 111-120 (OT)                                | 111-121                                     | 104-114                                     | Memphis                                     | 107-136                                     | 126-155                                     |
| Orlando             | 97-106                                      | 109-93                                      | 104-102                                     | 114-113                                     | New Orleans                                 | 113-104                                     | 119-93                                      |
| Washington          | 117-118                                     | 119-104                                     | 106-82                                      | 112-104                                     | San Antonio                                 | 89-123                                      | 118-125                                     |
| Division            | 11–7 (Domicile : 5–4; Extérieur : 6–3)      | 11–7 (Domicile : 5–4; Extérieur : 6–3)      | 11–7 (Domicile : 5–4; Extérieur : 6–3)      | 11–7 (Domicile : 5–4; Extérieur : 6–3)      | Division                                    | 2–8 (Domicile : 1–4; Extérieur : 1–4)       | 2–8 (Domicile : 1–4; Extérieur : 1–4)       |
| Conférence          | 21–31 (Domicile : 11–15; Extérieur : 10–16) | 21–31 (Domicile : 11–15; Extérieur : 10–16) | 21–31 (Domicile : 11–15; Extérieur : 10–16) | 21–31 (Domicile : 11–15; Extérieur : 10–16) | Conférence                                  | 9–21 (Domicile : 7–8; Extérieur : 2–13)     | 9–21 (Domicile : 7–8; Extérieur : 2–13)     |
| Total               | 30–52 (Domicile : 18–23; Extérieur : 12–39) | 30–52 (Domicile : 18–23; Extérieur : 12–39) | 30–52 (Domicile : 18–23; Extérieur : 12–39) | 30–52 (Domicile : 18–23; Extérieur : 12–39) | 30–52 (Domicile : 18–23; Extérieur : 12–39) | 30–52 (Domicile : 18–23; Extérieur : 12–39) | 30–52 (Domicile : 18–23; Extérieur : 12–39) |

## Classements

### Saison régulière
| Conférence Est | Conférence Est             | Conférence Est | Conférence Est | Conférence Est | Conférence Est | Conférence Est | Conférence Est |
| No             | Franchise                  | Vic.           | Déf.           | MJ             | V/D            | GB             |                |
| -------------- | -------------------------- | -------------- | -------------- | -------------- | -------------- | -------------- | -------------- |
| 1              | Cavaliers de Cleveland - c | 64             | 18             | 82             | .780           | –              |                |
| 2              | Celtics de Boston - y      | 61             | 21             | 82             | .744           | 3              |                |
| 3              | Knicks de New York - x     | 51             | 31             | 82             | .622           | 13             |                |
| 4              | Pacers de l'Indiana - x    | 50             | 32             | 82             | .610           | 14             |                |
| 5              | Bucks de Milwaukee - x     | 48             | 34             | 82             | .585           | 16             |                |
| 6              | Pistons de Détroit - x     | 44             | 38             | 82             | .537           | 20             |                |
|                |                            |                |                |                |                |                |                |
| 7              | Magic d'Orlando - y        | 41             | 41             | 82             | .500           | 23             |                |
| 8              | Hawks d'Atlanta - pi       | 40             | 42             | 82             | .488           | 24             |                |
| 9              | Bulls de Chicago - pi      | 39             | 43             | 82             | .476           | 25             |                |
| 10             | Heat de Miami - x          | 37             | 45             | 82             | .451           | 27             |                |
|                |                            |                |                |                |                |                |                |
| 11             | Raptors de Toronto - o     | 30             | 52             | 82             | .366           | 34             |                |
| 12             | Nets de Brooklyn - o       | 26             | 56             | 82             | .317           | 38             |                |
| 13             | 76ers de Philadelphie - o  | 24             | 58             | 82             | .293           | 40             |                |
| 14             | Hornets de Charlotte - o   | 19             | 63             | 82             | .232           | 45             |                |
| 15             | Wizards de Washington - o  | 18             | 64             | 82             | .220           | 46             |                |

| Division Atlantique       | V  | D  | MJ | V/D  | GB | Dom   | Ext   | Div  |
| ------------------------- | -- | -- | -- | ---- | -- | ----- | ----- | ---- |
| Celtics de Boston - y     | 61 | 21 | 82 | .744 | –  | 29-13 | 33-8  | 14-2 |
| Knicks de New York - x    | 51 | 31 | 82 | .622 | 10 | 27-14 | 24-17 | 12-4 |
| Raptors de Toronto - o    | 30 | 52 | 82 | .366 | 31 | 18-23 | 12-29 | 8-8  |
| Nets de Brooklyn - o      | 26 | 56 | 82 | .317 | 35 | 12-29 | 14-27 | 3-13 |
| 76ers de Philadelphie - o | 24 | 58 | 82 | .293 | 37 | 12-29 | 12-29 | 3-13 |

### NBA In-Season Tournament
| Rang | Équipe              | %     | J | G | P | Pp  | Pc  | Diff |
| ---- | ------------------- | ----- | - | - | - | --- | --- | ---- |
| 1    | Bucks de Milwaukee  | 1.000 | 4 | 4 | 0 | 462 | 412 | 50   |
| 2    | Pistons de Détroit  | .750  | 4 | 3 | 1 | 447 | 440 | 7    |
| 3    | Heat de Miami       | .500  | 4 | 2 | 2 | 459 | 439 | 20   |
| 4    | Raptors de Toronto  | .250  | 4 | 1 | 3 | 413 | 430 | -17  |
| 5    | Pacers de l'Indiana | .000  | 4 | 0 | 4 | 445 | 505 | -60  |

|  | Quarts de finale                     | Quarts de finale                 | Quarts de finale                 | Quarts de finale                 |                         |                         | Demi-finales                     | Demi-finales                     | Demi-finales                     | Demi-finales                     |  |  | Finale                           | Finale                           | Finale                           | Finale                           |
|  |                                      |                                  |                                  |                                  |                         |                         |                                  |                                  |                                  |                                  |  |  |                                  |                                  |                                  |                                  |
|  | 10 décembre 2024 – Milwaukee, WI     | 10 décembre 2024 – Milwaukee, WI | 10 décembre 2024 – Milwaukee, WI | 10 décembre 2024 – Milwaukee, WI |                         |                         | 14 décembre 2024 – Las Vegas, NV | 14 décembre 2024 – Las Vegas, NV | 14 décembre 2024 – Las Vegas, NV | 14 décembre 2024 – Las Vegas, NV |  |  | 17 décembre 2024 – Las Vegas, NV | 17 décembre 2024 – Las Vegas, NV | 17 décembre 2024 – Las Vegas, NV | 17 décembre 2024 – Las Vegas, NV |
|  | 10 décembre 2024 – Milwaukee, WI     | 10 décembre 2024 – Milwaukee, WI | 10 décembre 2024 – Milwaukee, WI | 10 décembre 2024 – Milwaukee, WI |                         |                         | 14 décembre 2024 – Las Vegas, NV | 14 décembre 2024 – Las Vegas, NV | 14 décembre 2024 – Las Vegas, NV | 14 décembre 2024 – Las Vegas, NV |  |  | 17 décembre 2024 – Las Vegas, NV | 17 décembre 2024 – Las Vegas, NV | 17 décembre 2024 – Las Vegas, NV | 17 décembre 2024 – Las Vegas, NV |
|  | Bucks de Milwaukee                   | Bucks de Milwaukee               | 114                              | 114                              |                         |                         | 14 décembre 2024 – Las Vegas, NV | 14 décembre 2024 – Las Vegas, NV | 14 décembre 2024 – Las Vegas, NV | 14 décembre 2024 – Las Vegas, NV |  |  | 17 décembre 2024 – Las Vegas, NV | 17 décembre 2024 – Las Vegas, NV | 17 décembre 2024 – Las Vegas, NV | 17 décembre 2024 – Las Vegas, NV |
|  | Bucks de Milwaukee                   | Bucks de Milwaukee               | 114                              | 114                              |                         |                         | 14 décembre 2024 – Las Vegas, NV | 14 décembre 2024 – Las Vegas, NV | 14 décembre 2024 – Las Vegas, NV | 14 décembre 2024 – Las Vegas, NV |  |  | 17 décembre 2024 – Las Vegas, NV | 17 décembre 2024 – Las Vegas, NV | 17 décembre 2024 – Las Vegas, NV | 17 décembre 2024 – Las Vegas, NV |
|  | Magic d'Orlando                      | Magic d'Orlando                  | 109                              | 109                              |                         |                         | 14 décembre 2024 – Las Vegas, NV | 14 décembre 2024 – Las Vegas, NV | 14 décembre 2024 – Las Vegas, NV | 14 décembre 2024 – Las Vegas, NV |  |  | 17 décembre 2024 – Las Vegas, NV | 17 décembre 2024 – Las Vegas, NV | 17 décembre 2024 – Las Vegas, NV | 17 décembre 2024 – Las Vegas, NV |
|  | Magic d'Orlando                      | Magic d'Orlando                  | 109                              | 109                              | Bucks de Milwaukee      | Bucks de Milwaukee      | 110                              | 110                              |                                  |                                  |  |  | 17 décembre 2024 – Las Vegas, NV | 17 décembre 2024 – Las Vegas, NV | 17 décembre 2024 – Las Vegas, NV | 17 décembre 2024 – Las Vegas, NV |
|  | 11 décembre 2024 – New York, NY      |                                  |                                  |                                  | Bucks de Milwaukee      | Bucks de Milwaukee      | 110                              | 110                              |                                  |                                  |  |  | 17 décembre 2024 – Las Vegas, NV | 17 décembre 2024 – Las Vegas, NV | 17 décembre 2024 – Las Vegas, NV | 17 décembre 2024 – Las Vegas, NV |
|  |                                      |                                  | Hawks d'Atlanta                  | Hawks d'Atlanta                  | 102                     | 102                     |                                  |                                  |                                  |                                  |  |  | 17 décembre 2024 – Las Vegas, NV | 17 décembre 2024 – Las Vegas, NV | 17 décembre 2024 – Las Vegas, NV | 17 décembre 2024 – Las Vegas, NV |
|  | Knicks de New York                   | Knicks de New York               | Hawks d'Atlanta                  | Hawks d'Atlanta                  | 102                     | 102                     | 100                              | 100                              |                                  |                                  |  |  | 17 décembre 2024 – Las Vegas, NV | 17 décembre 2024 – Las Vegas, NV | 17 décembre 2024 – Las Vegas, NV | 17 décembre 2024 – Las Vegas, NV |
|  | Knicks de New York                   | Knicks de New York               | 14 décembre 2024 – Las Vegas, NV |                                  |                         |                         | 100                              | 100                              |                                  |                                  |  |  | 17 décembre 2024 – Las Vegas, NV | 17 décembre 2024 – Las Vegas, NV | 17 décembre 2024 – Las Vegas, NV | 17 décembre 2024 – Las Vegas, NV |
|  | Hawks d'Atlanta                      | Hawks d'Atlanta                  | 108                              | 108                              |                         |                         |                                  |                                  |                                  |                                  |  |  | 17 décembre 2024 – Las Vegas, NV | 17 décembre 2024 – Las Vegas, NV | 17 décembre 2024 – Las Vegas, NV | 17 décembre 2024 – Las Vegas, NV |
|  | Hawks d'Atlanta                      | Hawks d'Atlanta                  | 108                              | 108                              | Bucks de Milwaukee      | Bucks de Milwaukee      | 97                               | 97                               |                                  |                                  |  |  |                                  |                                  |                                  |                                  |
|  | 10 décembre 2024 – Oklahoma City, OK |                                  |                                  |                                  | Bucks de Milwaukee      | Bucks de Milwaukee      | 97                               | 97                               |                                  |                                  |  |  |                                  |                                  |                                  |                                  |
|  |                                      |                                  | Thunder d'Oklahoma City          | Thunder d'Oklahoma City          | 81                      | 81                      |                                  |                                  |                                  |                                  |  |  |                                  |                                  |                                  |                                  |
|  | Thunder d'Oklahoma City              | Thunder d'Oklahoma City          | Thunder d'Oklahoma City          | Thunder d'Oklahoma City          | 81                      | 81                      | 118                              | 118                              |                                  |                                  |  |  |                                  |                                  |                                  |                                  |
|  | Thunder d'Oklahoma City              | Thunder d'Oklahoma City          |                                  |                                  |                         |                         |                                  |                                  |                                  |                                  |  |  |                                  |                                  |                                  |                                  |
|  | Mavericks de Dallas                  | Mavericks de Dallas              | 104                              | 104                              |                         |                         |                                  |                                  |                                  |                                  |  |  |                                  |                                  |                                  |                                  |
|  | Mavericks de Dallas                  | Mavericks de Dallas              | 104                              | 104                              | Thunder d'Oklahoma City | Thunder d'Oklahoma City | 111                              | 111                              |                                  |                                  |  |  |                                  |                                  |                                  |                                  |
|  | 11 décembre 2024 – Houston, TX       |                                  |                                  |                                  | Thunder d'Oklahoma City | Thunder d'Oklahoma City | 111                              | 111                              |                                  |                                  |  |  |                                  |                                  |                                  |                                  |
|  |                                      |                                  | Rockets de Houston               | Rockets de Houston               | 96                      | 96                      |                                  |                                  |                                  |                                  |  |  |                                  |                                  |                                  |                                  |
|  | Rockets de Houston                   | Rockets de Houston               | Rockets de Houston               | Rockets de Houston               | 96                      | 96                      | 91                               | 91                               |                                  |                                  |  |  |                                  |                                  |                                  |                                  |
|  | Rockets de Houston                   | Rockets de Houston               |                                  |                                  |                         |                         |                                  | 91                               |                                  |                                  |  |  |                                  |                                  |                                  |                                  |
|  | Warriors de Golden State             | Warriors de Golden State         | 90                               | 90                               |                         |                         |                                  |                                  |                                  |                                  |  |  |                                  |                                  |                                  |                                  |
|  | Warriors de Golden State             | Warriors de Golden State         | 90                               | 90                               |                         |                         |                                  |                                  |                                  |                                  |  |  |                                  |                                  |                                  |                                  |
|  |                                      |                                  |                                  |                                  |                         |                         |                                  |                                  |                                  |                                  |  |  |                                  |                                  |                                  |                                  |